# Bad Cop/Bad Cop
Bad Cop/Bad Cop is een Amerikaanse punkband afkomstig uit Zuid-Californië. De band is opgericht in 2011 en speelt bij Fat Wreck Chords en heeft daar tot op heden twee studioalbums uitgegeven.

## Geschiedenis
De band werd in januari 2011 opgericht door basgitarist Jen Carlson samen met collega-muzikant Stacey Dee, die de zang en gitaar voor de band verzorgde, drummer Myra Gallarza en eveneens zanger en gitarist Jennie Cotterill. De naam van de band is een verwijzing naar het Engelstalige spreekwoord good cop/bad cop. 
Aanvankelijk begon Bad Cop/Bad Cop met het spelen van optredens en tournees in de lokale regio, waarna de populariteit van de band zich uitbreidde tot de oostkust van de Verenigde Staten. In 2012 nam de band een eerste demo op, getiteld Get Rad. Dit werd gevolgd door de ep Bad Cop/Bad Cop, dat onder eigen beheer werd uitgegeven. Kort na de uitgave van deze ep verliet basgitarist Carlson de band. Zij werd, op eigen initiatief, vervangen door Linh Le.
In 2013 kwam Fat Mike, eigenaar van het platenlabel Fat Wreck Chords en basgitarist en zanger in de punkband NOFX, op aandringen van Dee naar een optreden van Bad Cop/Bad Cop kijken in San Francisco. De band werd hierop een contract aangeboden, wat werd gevolgd door de ep Boss Lady in 2014 via Fat Wreck Chords. Het debuutalbum Not Sorry werd via Fat Wreck Chords uitgegeven in juni 2015.
Van december 2016 tot en met februari 2017 nam Bad Cop/Bad Cop het tweede studioalbum op, getiteld Warriors. Het album werd opgenomen en geproduceerd met Fat Mike en Dave Warsop. Warriors verscheen in juni 2017, twee jaar na het debuutalbum. De uitgave van het album werd gevolgd door tournees door de Verenigde Staten, waar de band onder andere Warped Tour aandeed. In oktober 2019 werd bekendgemaakt dat de band een derde studioalbum via Fat Wreck Chords zou laten uitgeven.

## Leden
- Stacey Dee - zang, gitaar
- Jennie Cotterill - zang, gitaar
- Linh Le - basgitaar (2012-heden)
- Myra Gallarza - drums

Voormalige leden
- Jen Carlson - basgitaar (2011-2012)

## Discografie
Studioalbums
- Not Sorry (2015)
- Warriors (2017)
- The Ride (2020)

Ep's
- Get Rad (2012)
- Bad Cop/Bad Cop (2013)
- Boss Lady (2014)

Singles
- "Get Rad" (2016)
- "Surreal b/w Don" (split met Barb Wire Dolls, 2016)